# Geneviève Borne
Pour les articles homonymes, voir Borne.
 (février 2020).
Geneviève Borne, née à Québec le 25 septembre 1968, est un mannequin et une animatrice de télévision canadienne.

## Carrière
De 1989 à 1991, elle travaille comme réceptionniste et recherchiste pour la salle des nouvelles de Télévision Quatre-Saisons.
De 1991 à 1992 elle fait des reportages sur l'environnement pour MétéoMédia.

### MusiquePlus
En 1992, elle devient animatrice pour la chaîne MusiquePlus. Elle y travaillera huit ans. Elle a interviewé les plus grands de la musique pop: de Madonna à Phil Collins en passant par David Bowie, les Rolling Stones et Rod Stewart.
Durant ses années à MusiquePlus, en plus d'être Veejay, elle a animé l'émission culturelle Fax ainsi que l'émission de musique métal Solidrok.
Elle a également animé les émissions spéciales "Politiquement Direct" en recevant les politiciens Québécois Jacques Parizeau (2 épisodes), Daniel Johnson, Mario Dumont et Lucien Bouchard. Les politiciens répondaient aux questions de l'animatrice ainsi qu'à celles des jeunes présents en studio. C'est lors de la première émissions avec Jacques Parizeau qu'a été révélé son nom de scout: "Belette Vibrante".

### TVA
À l'automne 2000, elle quitte MusiquePlus pour l'émission culturelle Jet 7 animée par Charles Lafortune sur le réseau TVA, puis l'émission estivale Tôt ou Tard en 2001.
De 2001 à 2007, elle anime l'émission de type « télé-réalité » Dans ma caméra. Armée de sa caméra, Geneviève a filmé les artistes dans une scène de leur vie quotidienne.

### Évasion
Entre 2003 et 2012, elle tourne 8 séries pour la chaîne Évasion. Elle tourne en 2003 sa première série pour la chaîne. Intitulée Maeva, cette série est consacrée à la Polynésie française. Suivra en 2004 Asslama sur la Tunisie, Xin Chao en 2005 sur le Vietnam, puis Hola Argentina en 2006, Ni Hao, Chine en 2007, Shanti, au cœur de l'Inde en 2010, Mon Indonésie en 2011 et En Pays Maya en 2012.

### Télé-Québec
Lors de l'été 2003, Geneviève a animé à Télé-Québec l'émission estivale La Grande Virée, tournée dans le cadre des différents festivals d'été à travers le Québec.
De 2008 à 2016, Geneviève co-anime aux côtés de Normand Brathwaite l'émission de musique hebdomadaire Belle et Bum sur les ondes de Télé-Québec.

### Radio-Canada

#### Télévision
Animation de l'émission spéciale "Deschampsons". Le célèbre humoriste Yvon Deschamps raconte à Geneviève ce qui lui a inspiré les jolies chansons qu'il interprétait sur scène à travers ses cinglants monologues.

#### Radio
Sur Ici Musique, Geneviève anime depuis 2016 l’émission À travers les Branches durant laquelle elle construit l'arbre généalogique musical des artistes; retraçant leur influences musicales à travers leurs ancêtres musicaux, leurs pairs et leur descendants dans l'univers de la musique.
Sur la Première chaîne : animation des émissions Le Père Noël Danse autrement et Le Nouvel An s'danse autrement!

### Porte-Parole
De 2002 à 2007, Geneviève a été porte-parole du 24 heures Tremblant, un événement-bénéfice sportif pour amasser des fonds pour la Fondation Charles-Bruneau.
De 2009 à 2012, Porte-parole du magazine de mode québécois Clin d'œil. En plus de représenter le magazine auprès des médias, Geneviève a écrit des articles, a tenu un blogue et a aussi agi en tant que photographe à quelques reprises. Elle a également participé à de nombreuses séances-photos à titre de mannequin afin de présenter les grandes tendances-mode.
De 2008 à 2014 Porte-parole du Festival Mode et Design présenté en plein air au centre-ville de Montréal.
2016-2017 Ambassadrice du Centre Rockland, un centre commercial prestigieux de Montréal.
2018-2019: Porte-parole de l'exposition "Ici Londres" présentée au Musée de la Civilisation de Québec.

### Mannequin
Geneviève Borne a commencé sa carrière de mannequin à l'adolescence. Elle a participé à des nombreux défilés de mode et fait plusieurs photos pour les magazines. En 2000 elle a été choisie porte-parole de CoverGirl (en) et participé à la campagne québécoise "Simplement Moi". En octobre 2008, elle a été mannequin invitée pour faire les 40 pages mode du magazine Clin d'œil. C'était la première fois qu'une personnalité invitée faisait toutes les pages mode du magazine.

### Auteure
Geneviève a publié trois livres :
2010 : "Dans Ma Caméra" (non-relié à l'émission de télévision) un recueil de photos de voyage prises à travers le monde.
2017: "300 Raisons d'aimer Londres" Les coups de cœurs et les meilleures adresses de Geneviève dans la Capitale anglaise.
2019: "Si mes images pouvaient parler" un recueil de textes fantaisistes et poétiques à travers lesquels Geneviève donne la parole à ses photos.

## Vie privée
Le 1er mars 2008, après quatre années de vie amoureuse, elle perd son conjoint, le producteur de disques Michel Gendron, qui décède d'une crise cardiaque. Le 21 novembre 2008, les médias québécois annoncent que Geneviève Borne souffre d'un cancer du sein.
Elle est l'arrière-petite-fille de l'ancien maire de la ville de Québec Lucien Borne.
En 2021 elle est au casting de la première saison de Big Brother Célébrités, la version québécoise de Celebrity Big Brother.